# Tainia latifolia
Tainia latifolia är en orkidéart som först beskrevs av John Lindley, och fick sitt nu gällande namn av Heinrich Gustav Reichenbach. Tainia latifolia ingår i släktet Tainia och familjen orkidéer.

## Underarter
Arten delas in i följande underarter:
- T. l. elongata
- T. l. latifolia